# John Whiteside
John Whiteside  (Pensilvânia, 1773 - 28 de julho de 1830) foi um membro da Câmara dos Representantes dos Estados Unidos da Pensilvânia.